# Premi Emmy 2019
La cerimonia della 71ª edizione dei Primetime Emmy Awards (71st Primetime Emmy Awards) si è tenuta al Microsoft Theater di Hollywood, a Los Angeles, il 23 settembre 2019.
La cerimonia non ha avuto un conduttore per la quarta volta nella sua storia, dopo le edizioni del 2003, 1998 e 1975.

## Primetime Emmy Awards
Segue l'elenco delle varie categorie con i rispettivi candidati; i vincitori sono indicati in cima all'elenco di ciascuna categoria.

### Programmi televisivi

#### Miglior serie drammatica

Il Trono di Spade (Game of Thrones) è risultata per la quarta volta la miglior serie drammatica

- Il Trono di Spade (Game of Thrones), distribuita da HBO
  - Better Call Saul, distribuita da AMC
  - Bodyguard, distribuita da Netflix
  - Killing Eve, distribuita da BBC America
  - Ozark, distribuita da Netflix
  - Pose, distribuita da FX
  - Succession, distribuita da HBO
  - This Is Us, distribuita da NBC

#### Miglior serie commedia
- Fleabag, distribuita da Prime Video
  - La fantastica signora Maisel (The Marvelous Mrs. Maisel), distribuita da Prime Video
  - Barry, distribuita da HBO
  - The Good Place, distribuita da NBC
  - Russian Doll, distribuita da Netflix
  - Schitt's Creek, distribuita da Pop TV
  - Veep - Vicepresidente incompetente (Veep), distribuita da HBO

#### Miglior miniserie
- Chernobyl, distribuita da HBO
  - Escape at Dannemora, distribuita da Showtime
  - Fosse/Verdon, distribuita da FX
  - Sharp Objects, distribuita da HBO
  - When They See Us, distribuita da Netflix

#### Miglior reality competitivo
- RuPaul's Drag Race, distribuito da VH1
  - The Amazing Race, distribuito da CBS
  - American Ninja Warrior, distribuito da NBC
  - Nailed It!, distribuito da Netflix
  - Top Chef, distribuito da Bravo
  - The Voice, distribuito da NBC

#### Miglior varietà talk show
- Last Week Tonight with John Oliver, distribuito da HBO
  - The Daily Show with Trevor Noah, distribuito da Comedy Central
  - Full Frontal with Samantha Bee, distribuito da TBS
  - Jimmy Kimmel Live!, distribuito da ABC
  - The Late Late Show with James Corden, distribuito da CBS
  - The Late Show with Stephen Colbert, distribuito da CBS

#### Miglior varietà di sketch
- Saturday Night Live, distribuito da NBC
  - At Home with Amy Sedaris, distribuito da truTV
  - Drunk History, distribuito da Comedy Central
  - I Love You, America with Sarah Silverman, distribuito da Hulu
  - Documentary Now!, distribuita da IFC
  - Who Is America?, distribuita da Showtime

### Recitazione

#### Miglior attore protagonista in una serie drammatica
- Billy Porter, per aver interpretato Pray Tell in Pose
  - Jason Bateman, per aver interpretato Martin Byrde in Ozark
  - Sterling K. Brown, per aver interpretato Randall Pearson in This Is Us
  - Kit Harington, per aver interpretato Jon Snow in Il Trono di Spade
  - Bob Odenkirk, per aver interpretato Jimmy McGill in Better Call Saul
  - Milo Ventimiglia, per aver interpretato Jack Pearson in This Is Us

#### Miglior attrice protagonista in una serie drammatica
- Jodie Comer, per aver interpretato Oksana Astankova / Villanelle on Killing Eve
  - Emilia Clarke, per aver interpretato Daenerys Targaryen in Il Trono di Spade
  - Viola Davis, per aver interpretato Annalise Keating in Le regole del delitto perfetto
  - Laura Linney, per aver interpretato Wendy Byrde in Ozark
  - Mandy Moore, per aver interpretato Rebecca Pearson in This Is Us
  - Sandra Oh, per aver interpretato Eve Polastri in Killing Eve
  - Robin Wright, per aver interpretato Claire Underwood in House of Cards - Gli intrighi del potere

#### Miglior attore protagonista in una serie commedia
- Bill Hader, per aver interpretato Barry Berkman / Barry Block in Barry
  - Anthony Anderson, per aver interpretato Andre Johnson, Sr. in Black-ish
  - Don Cheadle, per aver interpretato Mo Monroe in Black Monday
  - Ted Danson, per aver interpretato Michael in The Good Place
  - Michael Douglas, per aver interpretato Sandy Kominsky in Il metodo Kominsky
  - Eugene Levy, per aver interpretato Johnny Rose in Schitt's Creek

#### Miglior attrice protagonista in una serie commedia
- Phoebe Waller-Bridge, per aver interpretato Fleabag in Fleabag
  - Christina Applegate, per aver interpretato Jen Harding in Amiche per la morte - Dead to Me
  - Rachel Brosnahan, per aver interpretato Miriam Maisel in La fantastica signora Maisel
  - Julia Louis-Dreyfus, per aver interpretato Selina Meyer in Veep - Vicepresidente incompetente
  - Natasha Lyonne, per aver interpretato Nadia Vulvokov in Russian Doll
  - Catherine O'Hara, per aver interpretato Moira Rose in Schitt's Creek

#### Miglior attore protagonista in una miniserie o film
- Jharrel Jerome, per aver interpretato Korey Wise in When They See Us
  - Mahershala Ali, per aver interpretato Wayne Hays in True Detective
  - Benicio del Toro, per aver interpretato Richard Matt in Escape at Dannemora
  - Hugh Grant, per aver interpretato Jeremy Thorpe in A Very English Scandal
  - Jared Harris, per aver interpretato Valery Legasov in Chernobyl
  - Sam Rockwell, per aver interpretato Bob Fosse in Fosse/Verdon

#### Miglior attrice protagonista in una miniserie o film
- Michelle Williams, per aver interpretato Gwen Verdon in Fosse/Verdon
  - Amy Adams, per aver interpretato Camille Preaker in Sharp Objects
  - Patricia Arquette, per aver interpretato Joyce Mitchell in Escape at Dannemora
  - Aunjanue Ellis, per aver interpretato Sharonne Salaam in When They See Us
  - Joey King, per aver interpretato Gypsy Rose Blanchard in The Act
  - Niecy Nash, per aver interpretato Delores Wise in When They See Us

#### Miglior attore non protagonista in una serie drammatica
- Peter Dinklage, per aver interpretato Tyrion Lannister in Il Trono di Spade
  - Alfie Allen, per aver interpretato Theon Greyjoy in Il Trono di Spade
  - Jonathan Banks, per aver interpretato Mike Ehrmantraut in Better Call Saul
  - Nikolaj Coster-Waldau, per aver interpretato Jaime Lannister in Il Trono di Spade
  - Giancarlo Esposito, per aver interpretato Gus Fring in Better Call Saul
  - Michael Kelly, per aver interpretato Doug Stamper in House of Cards - Gli intrighi del potere
  - Chris Sullivan, per aver interpretato Toby Damon in This is us

#### Miglior attrice non protagonista in una serie drammatica
- Julia Garner, per aver interpretato Ruth Langmore in Ozark
  - Gwendoline Christie, per aver interpretato Brienne di Tarth in Il Trono di Spade
  - Lena Headey, per aver interpretato Cersei Lannister in Il Trono di Spade
  - Fiona Shaw, per aver interpretato Carolyn Martens in Killing Eve
  - Sophie Turner, per aver interpretato Sansa Stark in Il Trono di Spade
  - Maisie Williams, per aver interpretato Arya Stark in Il Trono di Spade

#### Miglior attore non protagonista in una serie commedia
- Tony Shalhoub, per aver interpretato Abe Weissman in La fantastica signora Maisel
  - Alan Arkin, per aver interpretato Norman Newlander in Il metodo Kominsky
  - Anthony Carrigan, per aver interpretato NoHo Hank in Barry
  - Tony Hale, per aver interpretato Gary Walsh in Veep - Vicepresidente incompetente
  - Stephen Root, per aver interpretato Monroe Fuches in Barry
  - Henry Winkler, per aver interpretato Gene Cousineau in Barry

#### Miglior attrice non protagonista in una serie commedia
- Alex Borstein, per aver interpretato Susie Myerson in La fantastica signora Maisel
  - Anna Chlumsky, per aver interpretato Amy Brookheimer in Veep - Vicepresidente incompetente
  - Sian Clifford, per aver interpretato Claire in Fleabag
  - Olivia Colman, per aver interpretato Godmother in Fleabag
  - Betty Gilpin, per aver interpretato Debbie Eagan in GLOW
  - Sarah Goldberg, per aver interpretato Sally Reed in Barry
  - Marin Hinkle, per aver interpretato Rose Weissman in La fantastica signora Maisel
  - Kate McKinnon, per aver interpretato vari personaggi in Saturday Night Live

#### Miglior attore non protagonista in una miniserie o film
- Ben Whishaw, per aver interpretato Norman Josiffe / Norman Scott in A Very English Scandal
  - Asante Blackk, per aver interpretato Kevin Richardson in When They See Us
  - Paul Dano, per aver interpretato David Sweat in Escape at Dannemora
  - John Leguizamo, per aver interpretato Raymond Santana, Sr. in When They See Us
  - Stellan Skarsgård, per aver interpretato Boris Shcherbina in Chernobyl
  - Michael Kenneth Williams, per aver interpretato Bobby McCray in When They See Us

#### Miglior attrice non protagonista in una miniserie o film
- Patricia Arquette, per aver interpretato Dee Dee Blanchard in The Act
  - Marsha Stephanie Blake, per aver interpretato Linda McCray in When They See Us
  - Patricia Clarkson, per aver interpretato Adora Crellin in Sharp Objects
  - Vera Farmiga, per aver interpretato Elizabeth Lederer in When They See Us
  - Margaret Qualley, per aver interpretato Ann Reinking in Fosse/Verdon
  - Emily Watson, per aver interpretato Ulana Khomyuk in Chernobyl